# چشمان حریص
«چشمان حریص» (به انگلیسی: Hungry Eyes) ترانه‌ای است که خوانندهٔ آمریکایی اریک کارمن آن را اجرا کرده‌است. ترانه‌سرای این قطعه جان دنیکلا و آهنگساز آن فرنک پرویتی هستند. پرویتی این قطعه را پیش‌تر به‌همراه گروه پاپ آمریکایی فرنک اند د ناک‌آوتس که خودش خواننده‌اش بود اجرا کرده بود اما اجرای کارمن در سال ۱۹۸۷ برای فیلم رقص کثیف باعث شهرت آن شد.
کارمن در سال ۱۹۸۵ با تک‌آهنگ «می‌خوام اینو از لبای خودت بشنوم» یک موفقیت نسبی را تجربه کرده‌بود، اما «چشمان حریص» اولین اثری بود که باعث شد بعد از گذشت بیش از ده سال از توفیق چشمگیر قطعهٔ «تماماً به‌دست خودم»، دوباره جایی میان ۱۰ خوانندهٔ پرفروش جدول‌های موسیقی داشته‌باشد. تک‌آهنگ «چشمان حریص» در زمان انتشارش در ایالات متحده، ۲۵ هفته در جدول ۱۰۰ آهنگ داغ بیلبورد حضور داشت و در ۱۳ فوریهٔ ۱۹۸۸ به جایگاه چهارم آن جدول رسید. این قطعه در بلژیک و سوئد هم جزو ۱۰ تک‌آهنگ پرفروش روز بوده‌است.